# Potamonautes neumanni
Potamonautes neumanni é uma espécie de crustáceo da família Potamonautidae.
É endémica do Quénia.
Os seus habitats naturais são: rios.